# Liste der Monuments historiques in Vern-sur-Seiche
Die Liste der Monuments historiques in Vern-sur-Seiche führt die Monuments historiques in der französischen Gemeinde Vern-sur-Seiche auf.

## Liste der Objekte
| Bezeichnung            | Beschreibung                               | Standort                       | Kennzeichnung | Schutzstatus | Datum | Bild |
| ---------------------- | ------------------------------------------ | ------------------------------ | ------------- | ------------ | ----- | ---- |
| Weihrauchgefäß         | Silber, 1836                               | in der Kirche St-Martin (Lage) | PM35000699    | Classé       | 1982  |      |
| Kelch                  | Silber, zweite Hälfte des 18. Jahrhunderts | in der Kirche St-Martin (Lage) | PM35000698    | Classé       | 1982  |      |
| Skulpturengruppe Pietà | Holz, polychrom gefasst, 17. Jahrhundert   | in der Kirche St-Martin (Lage) | PM35003062    | Inscrit      | 1981  |      |